# Galyuu
Galyuu (雅-galyuu-流) – drugi z kolei album Miyaviego, wydany 2 grudnia 2003 roku.

## Lista utworów
1. Instrumental – 0:14
(無題)
2. Ippiki Ookami Ron – 3:22
(一匹狼論)
3. Eccentric Otona Yamai ~ Kuso Gaki ver. – 0:48
(エキセントリック大人病〜くそ餓鬼Ver.)
4. Eccentric Otona Yamai – 3:16
(エキセントリック大人病)
5. Yatoware No Mi No Blues – 6:10
(雇われの身のブルース)
6. Coo quack cluck -ku.ku.ru- ~ Oresama ver. – 4:16
(Coo quack cluck-ク・ク・ル-～おれさまver.)
7. Instrumental – 0:09
(無題)
8. Joushou Gaidou – 4:25
(常勝街道)
9. Shikenkan Baby – 3:14
(試験管ベイビー)
10. Ossan Ossan Ore Nanbo – 2:57
(おっさんおっさん俺なんぼ)
11. Ashita, Tenki Ni Naare. ~ Doshaburi ver. – 0:26
(あしタ、天気ニなぁレ。〜どしゃ降りver.)
12. Ashita, Tenki Ni Naare. – 3:46
(あしタ、天気ニなぁレ。)
13. Tom & Jerry – 4:13
(トメとジェリー)
14. Requiem – 5:32 (bonus track)
(レクイエム)